# O pato
«O pato» es una canción escrita por Jayme Silva y Neuza Teixeira, y originalmente grabada en 1961 por João Gilberto.
La canción es originalmente en portugués, y en español ha sido grabada por la brasileña Xuxa y por la cantante y compositora mexicana Natalia Lafourcade. Esta más reciente producción estuvo a cargo de Emmanuel Del Real. Fue publicado en 2005 y está incluida con un bonus track de su segundo álbum de estudio Casa con su banda La Forquetina.

## Video musical
Un video musical de «O pato» fue subido el 11 de abril de 2011 en la plataforma digital YouTube. El videoclip ha recibido más de 300 mil vistas desde su publicación.

## Lista de canciones

### Descarga digital
| O pato — Single |          |          |  |
| N.º             | Título   | Duración |  |
| 1.              | «O pato» | 2:09     |  |